# Пейдж, Тейлор
Те́йлор До́миник Пейдж (англ. Taylour Dominique Paige; род. 5 октября 1990) — американская актриса и танцовщица.

## Ранние годы
Пейдж родилась и выросла в Инглвуде, Калифорния. Она окончила католическую старшую школу Святого Бернарда, после чего обучалась в университете Лойола Мэримаунт.
Пейдж изучала танец под руководством Дебби Аллен, и в течение трёх месяцев была чирлидером в поддержку баскетбольной команды «Лос-Анджелес Лейкерс».

## Карьера
С 2013 по 2016 год Пейдж исполняла одну из ведущих ролей в сериале VH1 «Зажигай», покинув шоу после третьего сезона. В 2016 году она исполнила главную роль в драме «Джин из Джонсов».
В 2018 году Пейдж появилась в фильме «Белый парень Рик», и в 2020 году совершила прорыв с ролями в фильмах «Зола» и «Ма Рейни: Мать блюза».

## Фильмография
| Год       |   | Русское название                           | Оригинальное название              | Роль                   |
| --------- | - | ------------------------------------------ | ---------------------------------- | ---------------------- |
| 2008      | ф | Классный мюзикл: Выпускной                 | High School Musical 3: Senior Year | танцовщица             |
| 2013—2016 | с | Зажигай!                                   | Hit the Floor                      | Ахша Хейз              |
| 2015      | ф |                                            | Touched                            | Джина                  |
| 2015      | с | Игроки                                     | Ballers                            | Тереза                 |
| 2016      | ф | Джин из Джонсов                            | Jean of the Joneses                | Джин Джонс             |
| 2016      | с | Анатомия страсти                           | Grey’s Anatomy                     | Эмма                   |
| 2018      | ф | Белый парень Рик                           | White Boy Rick                     | Кэти Волсан-Карри      |
| 2020      | ф | Зола                                       | Zola                               | Азия «Зола» Кинг       |
| 2020      | ф | Ма Рейни: Мать блюза                       | Ma Rainey’s Black Bottom           | Дасси Мэй              |
| 2021      | ф | Буги                                       | Boogie                             | Элеонор                |
| 2022      | ф | Острая палка                               | Sharp Stick                        | Трейна                 |
| 2022      | ф | Мак и Рита                                 | Mack & Rita                        | Карла                  |
| 2023      | ф | Журнальные мечты                           | Magazine Dreams                    | Пинк                   |
| 2023      | ф | Токсичный мститель                         | The Toxic Avenger                  | Джей Джей Доэрти       |
| 2024      | ф | Полицейский из Беверли-Хиллз: Аксель Фоули | Beverly Hills Cop: Axel Foley      | Джейн                  |
| 2024      | ф | Братья                                     | Brothers                           | Эбби Мангер-Джейкобсон |
| 2025      | с | Оно: Добро пожаловать в Дерри              | It: Welcome to Derry               |                        |